# In Fabric
In Fabric er en britisk horror-komedie-film fra 2018, som er skrevet og instrueret af Peter Strickland . Filmen handler om en hjemsøgt rød kjole på dens vej blandt forskellige ejere, som den plager. Medvirkende i filmen er bl.a. Marianne Jean-Baptiste, Hayley Squires, Leo Bill, Gwendoline Christie og Sidse Babett Knudsen.

## Medvirkende
- Marianne Jean-Baptiste som Sheila
- Hayley Squires som Babs
- Leo Bill som Reg Speaks
- Gwendoline Christie som Gwen
- Julian Barratt som Stash
- Steve Oram som Clive
- Barry Adamson som Zach
- Jaygann Ayeh som Vince
- Richard Bremmer som Mr. Lundy
- Terry Bird som Bananas Brian
- Fatma Mohamed som Miss Luckmoore
- Sidse Babett Knudsen som Jill

## Eksterne henvisninger
- Officiel hjemmeside
- In Fabric på Internet Movie Database (engelsk)
- In Fabric på Filmdatabasen
- In Fabric i Svensk Filmdatabas (svensk)
- In Fabric på AlloCiné (fransk)
- In Fabric på The Movie Database (engelsk)
- In Fabric på Rotten Tomatoes (engelsk)
- In Fabric på Metacritic (engelsk)
- In Fabric på Filmaffinity (engelsk)

1. ↑  Navnet er anført på engelsk og stammer fra Wikidata hvor navnet endnu ikke findes på dansk.